# Resino-tannoli

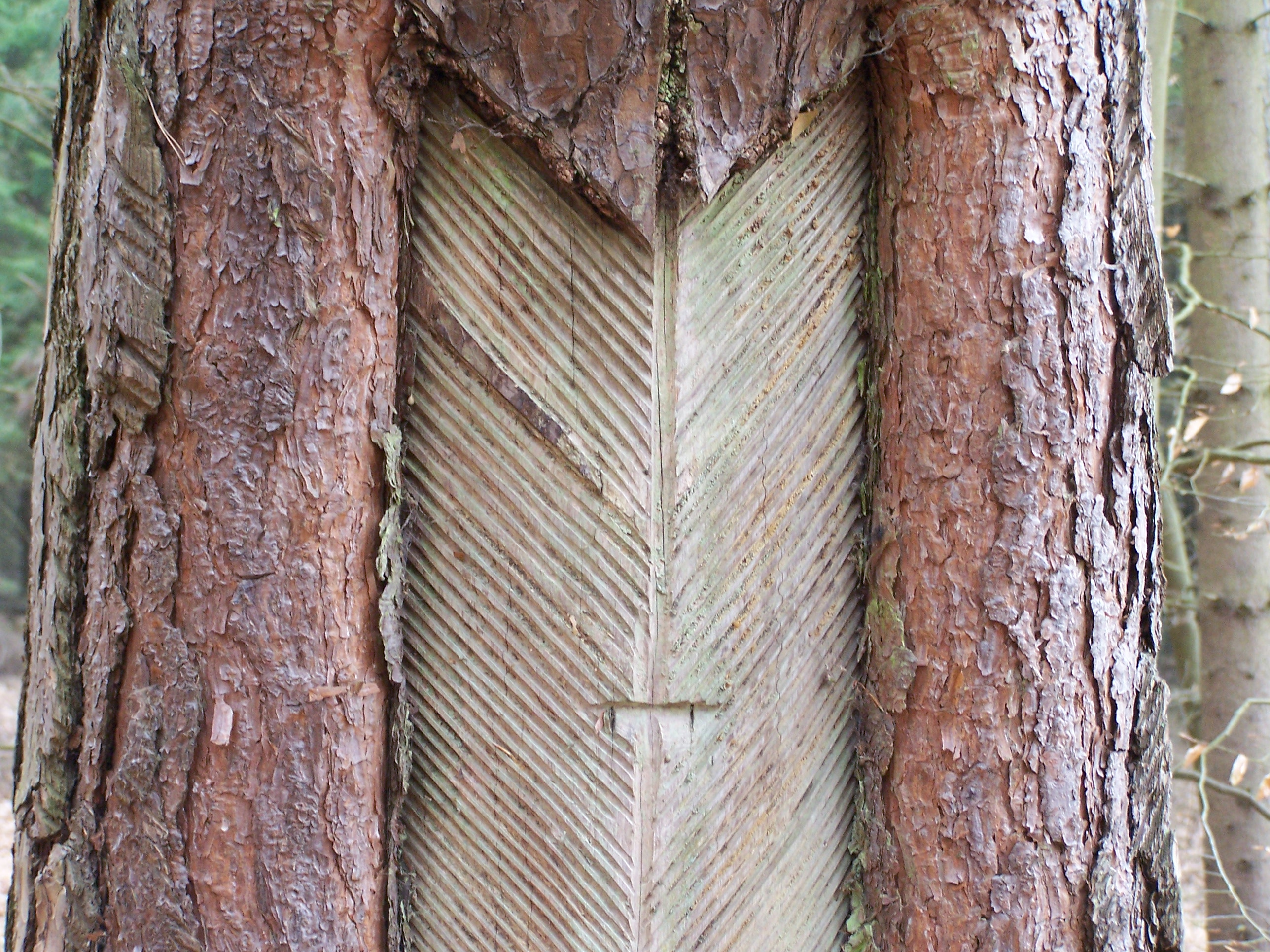
Tipica cicatrice da taglio per avere resina in un Pino silvestre

Per resino-tannoli si considerano quei tipi particolari di alberi emettenti resina: le piante resinose sono delle piante che se, se tagliate, emettono un liquido, una specie di colla naturale.
Le più importanti sono:
- Le conifere, perché le loro foglie assomigliano ad aghi e fustoie, hanno un fusto che arriva sino ai 40 metri e principalmente sono: cipressi, larici, pini, abeti...
- Nelle latifoglie troviamo molte piante tropicali come i ficus, ma anche i faggi emettono una determinata quantità di liquido.

## Galleria d'immagini

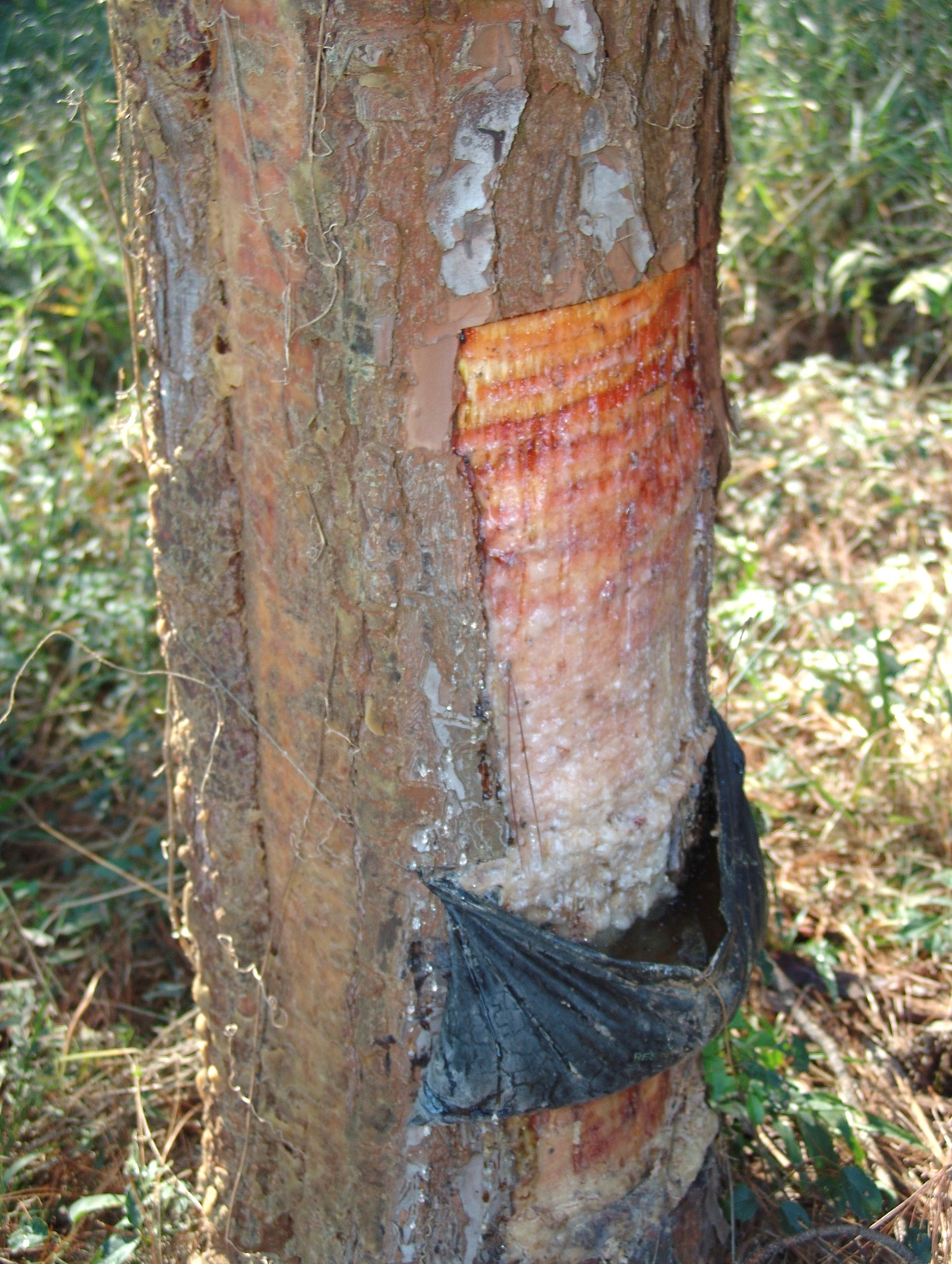
Resina presa da un pino in Brasile
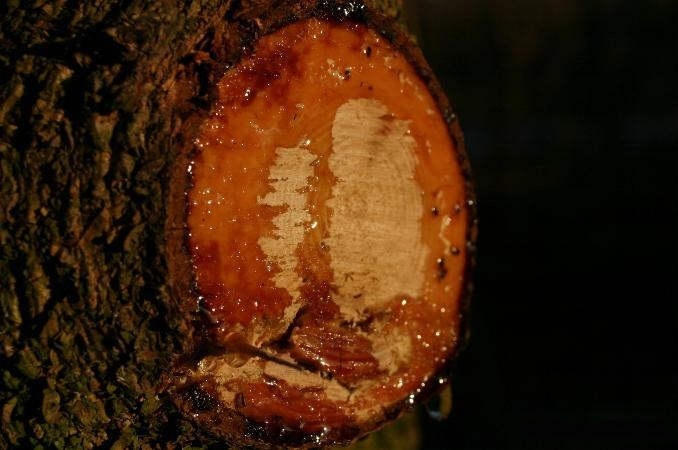
Resina di abete

## Progetti correlati
- Wikimedia Commons contiene immagini o altri file su Resino-tannoli